# Tidjani Anaane
Tidjani Anaane (Ouinhi, 29 de marzo de 1997) es un futbolista beninés que juega en la demarcación de centrocampista para el Al Olympic Zaouia de la Liga Premier de Libia.

## Selección nacional
Hizo su debut con la selección de fútbol de Benín el 24 de marzo de 2019 en un partido de clasificación para la Copa Africana de Naciones de 2019 contra Togo que finalizó con un resultado de 2-1 a favor del conjunto beninés tras los goles de Steve Mounié y David Djigla para Benín, y de Emmanuel Adebayor para Togo.

## Clubes
| Club              | País           | Año       | Partidos | Goles |
| ----------------- | -------------- | --------- | -------- | ----- |
| US Monastir       | Túnez          | 2017-2018 | 23       | 2     |
| US Ben Guerdane   | Túnez          | 2018-2019 | 13       | 1     |
| AS Soliman        | Túnez          | 2019-2020 | 16       | 4     |
| Menemenspor       | Turquía        | 2020-2021 | 24       | 4     |
| Doxa Katokopias   | Chipre         | 2021-2023 | 67       | 7     |
| F. C. Košice      | Eslovaquia     | 2023      | 10       | 1     |
| Al-Rayyan Club    | Arabia Saudita | 2024      |          |       |
| Al Olympic Zaouia | Libia          | 2025-     |          |       |